# بومونت سميث
بومونت سميث (بالإنجليزية: Beaumont Smith)‏ هو مخرج أسترالي، ولد في 15 أغسطس 1885 في Hallett, South Australia ‏ في أستراليا، وتوفي في 2 يناير 1950 في St Leonards, New South Wales ‏ في أستراليا.

## وصلات خارجية
- بومونت سميث على موقع IMDb (الإنجليزية)
- بومونت سميث على موقع قاعدة بيانات الفيلم (الإنجليزية)
- بومونت سميث على موقع كينوبويسك (الروسية)